# Sayyid Kàzim Raixtí
Sayyid Kàzim Raixtí (Rasht, Pèrsia, 1798 - Karbala, Iraq, 1843) fou cap de l'escola islàmica dels xaykhis, fundada per Xaykh Àhmad al-Ahsaí, del que fou el deixeble preferit i al que va succeir com a líder a la seva mort el 1826. Va tenir una direcció teològica eficient i personalment va poder evitar el saqueig dels seus béns quan el seu amic Najib Paixà, governador otomà de Bagdad, va saquejar Karbala el 1843. Va morir poc després, el mateix 1843 i el va succeir el seu deixeble Hajjí Muhàmmad Karim-Khan Kirmaní, tot i que un altre deixeble, Alí Muhàmmad Xirazí, es va declarar 'el Báb' que va originar a la seva mort la Fe bahà'í, arrossegant la major part dels xaykhis.